# Éjjel-nappal Budapest
Az Éjjel-nappal Budapest az RTL saját gyártású, magyar fikciós reality sorozata volt. 2013. február 11-től 2019. február 15-ig az RTL Klub, majd 2019. február 18-tól 2022. november 18-ig az RTL II sugározta. Az Éjjel-nappal Budapest a németországi Berlin – Tag & Nacht című televíziós műsor magyarországi adaptációja. Az Éjjel-nappal Budapestet az Attention Production Kft. gyártotta.

## Állandó forgatási helyszínek
- Joe lakása: 1027 Budapest, Margit körút 1. III. emelet [4][5]
- Bécy villája: 1121 Budapest, Hangya utca 24/c
- Hajó: 1033 Budapest, Hajógyári sziget 606
- TÉR bár: 1111 Budapest, Budafoki út 29. (Műhely pub)
- Kareszék korábbi albérlete: 1134 Budapest, Lehel utca 6.
- Klub: 1137 Budapest, Vígszínház utca 1.
- Klub korábban : 1101 Budapest, Népligeti út 2.
- Livi-Kornél-Doles trió lakása: 1063 Budapest, Szív utca 16.
- Frufru: 1027 Budapest, Tölgyfa utca 18.
- Nándi és Gyöngyi étterme (Rétisas vendéglő): 1118 Budapest, Rimaszombati út 7. (2017 vagy 2018-ban elköltözött.)

## Szereplők
A karaktereket többnyire amatőr "színészek" alakítják, akik a forgatás során nem előre megírt forgatókönyv alapján játszanak, hanem saját szókincsükkel, gesztusaikkal adják elő az adott dialógusokat.

### Ismertebb főszereplők
- Gábor – Király Péter
- Joe – Varga Miklós
- Lali – Kamarás Norbert
- Anikó - Nádai Anikó
- Virág – Kármán Odett
- Dávid – Filipánics Bálint
- Alexa – Koholák Alexandra
- Zsófi – Kovács Dóra
- Karesz – Tihanyi Péter
- Lili – Schumacher Vanda

### Ismertebb mellékszereplők
- Bangó Margit
- Bódi Guszti
- Bunyós Pityu
- Curtis
- Czutor Zoltán
- Csocsesz
- Dér Heni
- Honeybeast
- Lotfi Begi
- Majka
- Papp Annamária
- Puskás Peti
- Szabó Győző
- Szikora Róbert
- The Biebers
- Varga Viktor
- Vastag Csaba
- Vörös Attila